# Катрин (Алабама)
Катрин (енгл. Catherine) насељено је место без административног статуса у америчкој савезној држави Алабама.

## Демографија
По попису из 2010. године број становника је 22.
| Група             | 2000.    | 2010.      |
| Белци             | 0 (0,0%) | 16 (72,7%) |
| Афроамериканци    | 0 (0,0%) | 6 (27,3%)  |
| Азијати           | 0 (0,0%) | 0 (0,0%)   |
| Хиспаноамериканци | 0 (0,0%) | 0 (0,0%)   |
| Укупно            | 0        | 22         |